# Preus museum

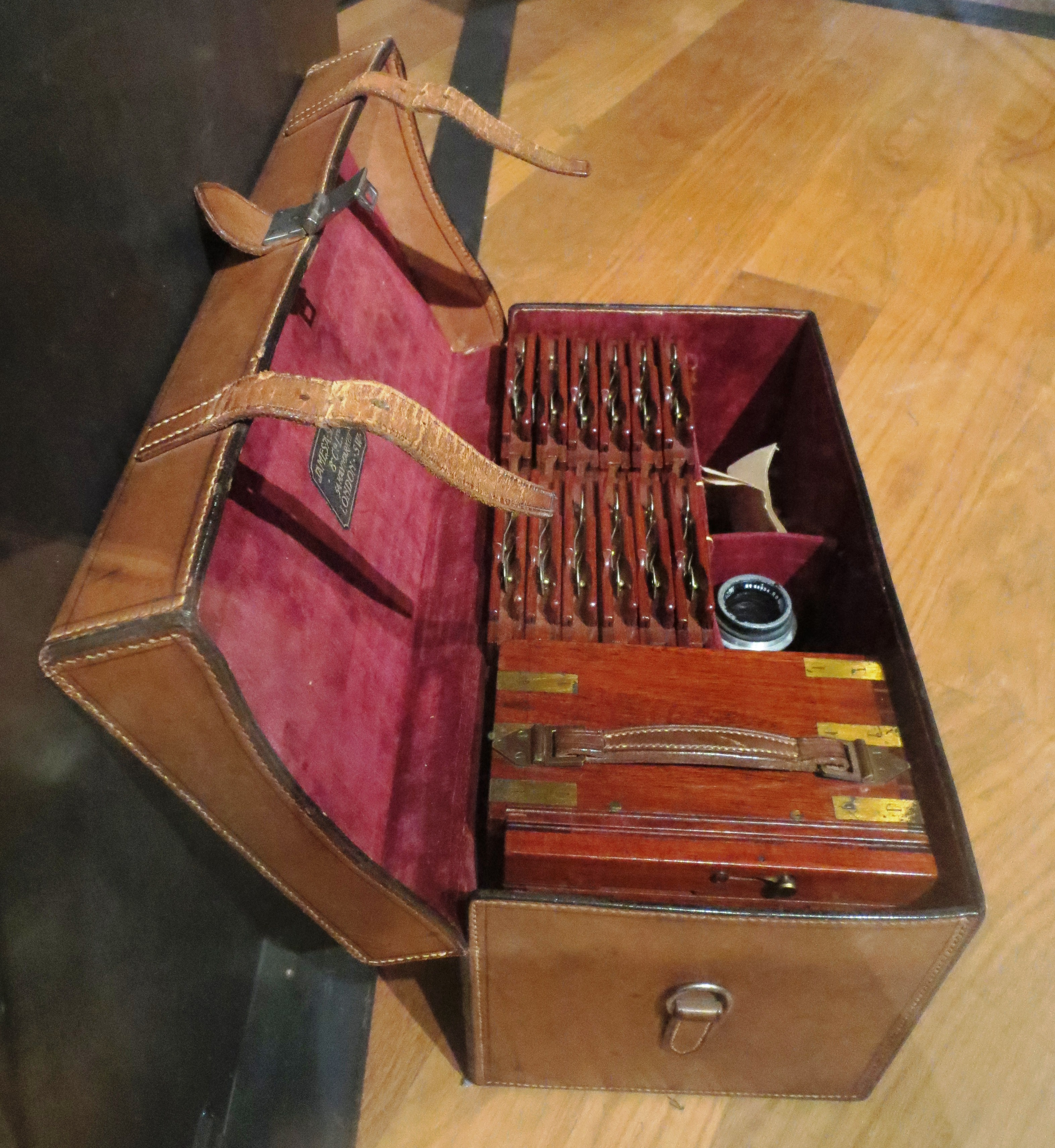
Kamera som tillhört Carl Lumholtz.

Preus museum är ett norskt statligt fotografiskt museum i Horten.
Preus museum grundades 1976 som ett privat museum på Langgaten i Horten av fotografen Leif Preus (1928–2013). Efter ett år nominerades det som första norska museum till European Museum of the Year Award. Samlingen förvärvades av den norska staten 1995. Samlingen består av fotografier och andra bilder, kameror och annan fotoutrustning, vilka illustrerar fotografins historia.
Leif Preus var direktör för museet också efter de första åren i statlig regi, fram till 1998.
År 2001 flyttade museet till fjärde våningen i Magasin A på Karljohansvern i Horten, i samma byggnad som Marinemuseum, vilken tidigare varit proviantlager för den norska marinen. Magasin A byggdes på 1860-talet. Det är knappt 160 meter lång och 16 meter bred tegelbyggnad, som på in tid var Norges största byggnad i mursten.
Museets Interiör ritades av Sverre Fehn.